# Moukounda I
Moukounda I est un village du département du Nkam au Cameroun. Situé dans l'arrondissement de Yabassi, il est localisé sur la route qui relie Yabassi à Yingui. Il se trouve à 14 km de Yabassi. 

## Population et environnement
En 1967, le village de Moukounda I avait 133 habitants, essentiellement des Bassa. La population de Moukounda I et II était de 22 habitants dont 14 hommes et 8 femmes, lors du recensement de 2005. 